# Atractodes townesi
Atractodes townesi är en stekelart som beskrevs av Jussila 1983. Atractodes townesi ingår i släktet Atractodes och familjen brokparasitsteklar. Arten är reproducerande i Sverige. Inga underarter finns listade.